# 14 г. пр.н.е.
14 (четиринадесетата) година преди новата ера (пр.н.е.) е обикновена година, започваща в четвъртък или петък, или високосна година, започваща в сряда, четвъртък или петък по юлианския календар.

## Събития

### В Римската империя
- Консули на Римската империя са Марк Лициний Крас Фруги и Гней Корнелий Лентул Авгур.
- Създадена е провинция Приморски Алпи.[1]
- Базилика Емилия изгаря и впоследствие е възстановена от император Август.[2]
- Въстание в Панония. Марк Виниций, вероятно проконсул на провинция Илирик, е начело на операцията за потушаване на бунта.[3]

#### В провинция Тараконска Испания
- Август посещава Испания, където организира създаването на колонии.[4] Основани са римските градове Цезаравгуста и Астурика Августа, които носят неговото име.

#### В Боспорското царство
- Въстание предвождано от узорпатора Скрибоний избухва в Боспорското царство. Подтикван от Марк Випсаний Агрипа, Полемон I (владетел на Понтийското царство) повежда армията си през Евксинско море, за да възстанови реда и да поеме управлението, но среща по-голяма съпротива от очакваното. Това принуждава личната намеса на Агрипа, който отплава с флота от кораби и достига Синопе. Това негово заплашително действие е достатъчно, за да принуди бунтовниците да сее предадат и позволят на Полемон да стане цар на Боспорското царство.[5]
- Град Фанагория е преименуван от Полемон на Агрипея в чест на Агрипа.[5]

## Родени
- Агрипина Стара, дъщеря на Марк Випсаний Агрипа и Юлия Старша (умряла 33 г.)
- Клавдия Пулхра, римска аристократка, дъщеря на Марк Валерий Месала Барбат Апиан и Клавдия Марцела Млада (умряла 26 г.)
- Ма Юан, китайски военачалник служил на Източната династия Хан (умряла 49 г.)

## Починали
- Луций Варий Руф, римски трагически и епически поет (роден 79 г. г. пр.н.е.)